# Katarina Lavtar
Katarina Lavtar est une skieuse alpine slovène, née le 23 mars 1988 à Jesenice.

## Biographie
Elle débute en Coupe du monde en mars 2009 à Ofterschwang. Elle participe aux Championnats du monde 2013.
Elle marque ses premiers points en Coupe du monde en fin d'année 2013. Ensuite, elle est sélectionnée pour les Jeux olympiques d'hiver de 2014 où elle est 20e du slalom géant. Un mois plus tard, elle se classe 13e du slalom géant d'Åre.
Elle met fin à sa carrière sportive en 2017 pour continuer à étudier.

## Palmarès

### Jeux olympiques
| Épreuve / Édition | Sotchi 2014 |
| Slalom géant      | 20e         |

### Championnats du monde
| Épreuve / Édition | Schladming 2013 | Beaver Creek 2015 |
| Slalom géant      | 27e             | 29e               |
| Slalom            |                 | 21e               |

### Coupe du monde
- Meilleur classement général : 88e en 2014.
- Meilleur résultat : 13e.

#### Classements
| Saison / Épreuve | Saison / Épreuve | Général | Général | Descente | Descente | Slalom | Slalom | Slalom géant | Slalom géant | Super G | Super G | Combiné | Combiné |
| ---------------- | ---------------- | ------- | ------- | -------- | -------- | ------ | ------ | ------------ | ------------ | ------- | ------- | ------- | ------- |
| Saison / Épreuve | Saison / Épreuve | Class.  | Points  | Class.   | Points   | Class. | Points | Class.       | Points       | Class.  | Points  | Class.  | Points  |
| 2014             | 2014             | 88e     | 29      | -        | -        | -      | -      | 34e          | 29           | -       | -       | -       | -       |
| 2015             | 2015             | 97e     | 16      | -        | -        | -      | -      | 36e          | 16           | -       | -       | -       | -       |
| 2016             | 2016             | 89e     | 40      | -        | -        | 51e    | 8      | 35e          | 32           | -       | -       | -       | -       |
| 2017             | 2017             | 133e    | 2       | -        | -        | -      | -      | 57e          | 2            | -       | -       | -       | -       |

### Championnats de Slovénie
- Championne du super combiné en 2009.
- Championne du slalom géant en 2013.